# Strah (priimek)
Strah je priimek več znanih Slovencev:
- Andrej Strah, zvonar (deloval ok. 1660~71)
- Bojan Strah (*1965), igralec badmintona
- Edvard Strah, operni pevec, tenorist
- Gennadi (Genadij) Strah (*1959), jadralec